# Manuel Ramírez Fernández de Córdoba
Manuel Ramírez Fernández de Córdoba (Constantina, 29 de septiembre de 1948-Talavera de la Reina, 23 de marzo de 2007) fue un periodista español.

## Biografía
Licenciado en Ciencias de la Información en la Universidad de Madrid (había abandonado Derecho en la Universidad de Sevilla a falta de algunas asignaturas para atender a su padre enfermo), comenzó trabajando en distintos medios de comunicación: prensa y radio fundamentalmente, Radio Sevilla —con el programa ¡Cómo un reloj!— y el diario Suroeste. Ingresó en la edición del diario ABC en Sevilla en 1978, donde llegó a ser director en 1999. Relevado en 2002, continuó ejerciendo su trabajo como periodista en el mismo medio, a la vez que en el gabinete de prensa de la Confederación de Empresarios de Andalucía.
Aunque desarrollo su labor en diferentes áreas temáticas, fue un especialista en fútbol y, sobre todo, en crónica taurina (era devoto de Curro Romero y amigo personal de Pepe Luis Vázquez y Espartaco). Vinculado a la Real Maestranza de Caballería de Sevilla y Presidente de la Fundación Padre Leonardo Castillo, entre sus distinciones destaca el Premio Joaquín Romero Murube en 2001.
Tras su muerte, ABC de Sevilla creó el Premio Taurino Manuel Ramírez, otorgado a artículos periodísticos y de opinión relativos al mundo del toro. En su primera edición recayó en Antonio García Barbeito.
Existen otros dos premios que llevan su nombre, uno creado por la APS (Asociación de la Prensa de Sevilla) y la APC (Asociación Para el Progreso de la Comunicación) en Colaboración con la Confederación de Empresarios de Andalucía, y es el Premio Periodista Manuel Ramírez a la Solidaridad. El otro, creado por la Residencia Escolar 'Los Pinos' de Constantina (Sevilla), se trata del Premio de Relato Corto, Poesía y Ensayo 'Manuel Ramírez Fernández de Córdoba'.